# Walhalla (Victoria)
Walhalla ist eine Kleinstadt im australischen Bundesstaat Victoria, die Anfang 1863 als Goldgräberstadt gegründet wurde und in ihren besten Zeiten 2500 Einwohner hatte. Heute hat Walhalla 20 dauernde Einwohner, wobei ein Großteil der Häuser nur als Ferienhäuser genutzt werden. Sie zieht eine große Zahl von Touristen an und gilt als Sehenswürdigkeit in der Region. Der Name der Stadt geht auf eine frühere Goldmine in der Gegend zurück, die nach der Ruhmeshalle Walhalla im bayrischen Donaustauf benannt wurde.

## Geographie
Walhalla liegt im Südosten Australiens in der Region Gippsland im östlichen Victoria, ca. 180 km östlich der Hauptstadt Melbourne. Das Gebiet gehört zur Great Dividing Range und grenzt an den Baw-Baw-Nationalpark an. Die Stadt liegt im steilen Tal des Stringer’s Creek, etwa 4 km oberhalb dessen Mündung in den Thomson River.
Auf Grund der Lage in einem engen Tal sind die meisten Gebäude entlang der Hauptstraße angeordnet, die dem Bach auf seinem Weg durch das Tal folgt und sich am nördlichen Ende der Stadt in zwei Arme spaltet. Ende des 19. Jahrhunderts hatte die Stadt auch noch einige Vororte, die auf den Hügelketten über dem Tal lagen.

## Geschichte

### Goldfunde
Die Geschichte von Walhalla ist eng mit der Geschichte der Goldfunde in Victoria verbunden. Das erste Gold fand man 1851 in Warrandyte, was zum Goldrausch in Victoria führte. Bis 1859 hatten sich die Prospektoren weit östlich von Melbourne bis in die weglose Wildnis der Great Dividing Range vorgearbeitet. Größere Goldfunde am Jordan River ermutigten andere Prospektoren, dem nahegelegenen Thomson River auf der Suche nach dem wertvollen Metall zu folgen.
Eine Gruppe von Goldsuchern, die die Zuflüsse des Thomson River erforschte, wurde Ende Dezember 1862 oder Anfang Januar 1863 fündig. Ein Claim wurde abgesteckt und ein Mitglied der Gruppe, der frühere Häftling Edward Randel ließ diesen Claim bei der Siedlung auf den Bald Hills am 12. Januar 1863 unter seinem angenommenen Namen Edward 'Ned' Stringer eintragen. Obwohl er eine Belohnung von £ 100 für seinen Fund erhielt, konnte er sein Glück nicht mehr genießen, da er bereits im September 1863 verstarb. Die Siedlung wurde bald nach einer früheren Goldmine in „Walhalla“ umbenannt, aber der Bach trug weiterhin den Namen Stringers.
Der Goldrausch, der unabwendbar auf die Nachricht von den Goldfunden folgte, wurde durch die abgelegene Lage und schwere Erreichbarkeit des Feldes etwas gedämpft, aber viele Goldsucher fanden doch den Weg dorthin. Im Februar 1863 entdeckte John Hinchcliffe enorm reiche Goldvorkommen in einem Quarzriegel an den Hügeln über dem Bach, den er Cohen’s Reef nach einem Ladeninhaber in den Bald Hills benannte.

### Bergbau
Goldwaschen und ähnliche Techniken erschöpften schnell alle Goldvorräte an der Oberfläche. Ende 1863 begann die Anlage von Goldminen, da die Prospektoren nach Goldadern im Untergrund suchten und ihnen folgten. In Walhalla grub man Tunnel in die steilen Wände des Tals und teufte auch Schächte in der eher traditionellen Weise nach unten ab.
Der weitaus meiste Goldabbau in Walhalla konzentrierte sich auf das Cohen’s Reef, die größte einzelne Goldader in Victoria. Bis zum Jahr 1900 hatte diese Ader bereits 55 to. Gold geliefert, d. h. ca. 1,8 Mio. Unzen, die nach dem Stand 2005 etwa US-$ 790 Mio. wert gewesen wären.
Auf Grund der enormen Kosten des Goldbergbaus mussten kleinere Claims, die von Einzelpersonen oder kleinen Gruppen betrieben wurden, bald schließen und wurden durch große Firmen, wie die Long Tunnel Mining Company, ersetzt. Dieser Firma gehörte die reichste Mine auf dem Cohen’s Reef, die Long Tunnel Mine, die in ihrer Betriebszeit von 1865 bis 1914 allein 13,7 to. Gold erbrachte.
Die Brecher- und Waschanlagen, die das Gold vom umgebenden Quarzgestein trennten, benötigten große Mengen an Energie, die von meistens holzbefeuerten Dampfmaschinen geliefert wurde. Der Bedarf an Feuerholz sorgte dafür, dass die Hügel in einem erheblichen Umkreis um die Stadt gerodet wurden. Holzbahnen brachten das frisch geschlagene Holz zu den Kesseln. Die steigenden Kosten für den immer weiteren Transport des Feuerholzes waren ein Schlüsselfaktor für die wirtschaftlichen Probleme, die schließlich dem Bergbau in Walhalla ein Ende setzten.

### Walhallas Boom-Periode (1863–1900)
Ende 1863 gab es weitere Goldfunde bei Happy-Go-Lucky, 3 km vom Stringer’s Creek entfernt, und in Cooper’s Creek, wo man später Kupfer in noch größerer Menge fand. Im März 1864 erhielt Walhalla eine tägliche Postroute nach Toongabbie und das erste Postamt wurde am 22. August 1864 (bis 1868 noch unter dem Namen Stringer’s Creek) eröffnet. Happy-Go-Lucky besaß 1865–1916 ein eigenes Postamt, ebenso wie Cooper’s Creek 1868–1893.
Das erste Hotel, Reefer’s Arms, wurde im September 1863 eröffnet. Innerhalb kürzester Zeit gab es ein Dutzend Hotels, Brauereien und eine Mineralwasserfabrik. Eine Zweigstelle der Bank of Victoria öffnete im September 1865 und eine Zweigstelle der Bank of Australasia im Februar 1866. Geschäftsleute bauten die Stadt schnell auf, um am Goldrausch teilzuhaben.
Im Mai 1866 wurde die Siedlung Stringer’s Creek eingetragen und nach einer der ertragreichsten Minen der damaligen Zeit in Walhalla umbenannt. Die meisten der ersten städtischen Grundstücke wurden an Leute verkauft, die bereits ein Haus in der Stadt besaßen. Im gleichen Jahr wurde eine Kirche der Wesleyaner errichtet, eine Polizeistation und ein Bagatellgericht eingerichtet.

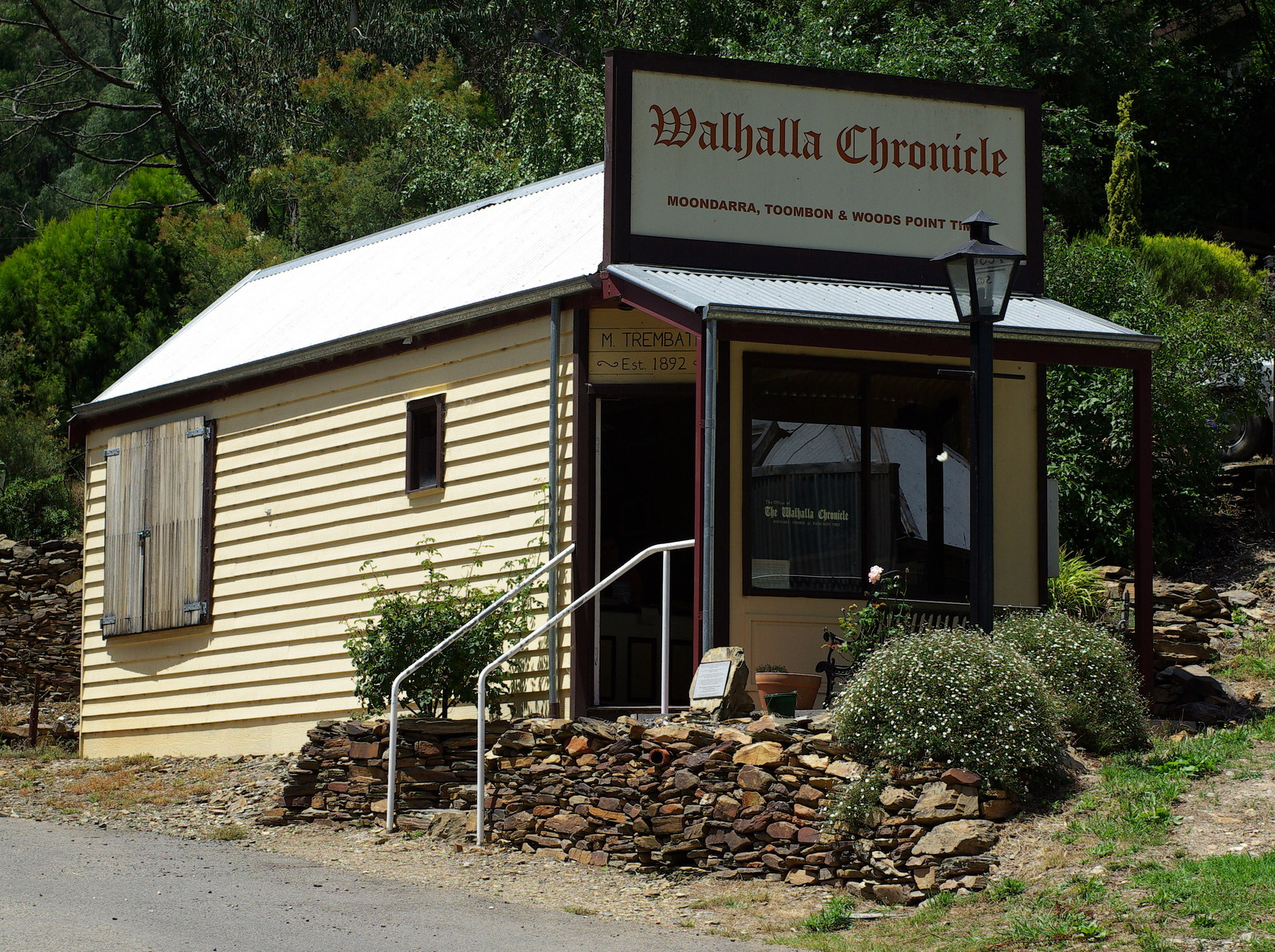
Rekonstruktion eines früheren Ladengeschäftes, das nun ein kleines Museum der früheren örtlichen Zeitung Walhalla Chronicle beherbergt

Für die wachsende Zahl von Familien wurde 1867 ein Mechanics’ Institute (Erwachsenenfortbildung und Schule) mit Bibliothek eingerichtet. Bald hatte Walhalla Gesellenbruderschaften, einen Debattierclub und schließlich auch einen Schachclub, einen Chor und eine Theatergruppe. Ab Januar 1870 wurde der Walhalla Chronicle, die örtliche Zeitung, herausgebracht und im Dezember desselben Jahres wurde ein 8 ha großes Grundstück für die State School No. 957 reserviert, die ihren Betrieb 1868 aufgenommen hatte.
Ein selbsternanntes Council of Ten beantragte 1869 die Registrierung als Wahlkreis, löste sich aber wegen fehlender öffentlicher Unterstützung bei der Bewertung der städtischen Liegenschaften wieder auf, bevor es viel mehr als den Bau einer Steinschutzwand veranlassen konnte, die heute noch in der Ortsmitte zu sehen ist. Ende 1872 wurde schließlich doch ein eigener Wahlkreis errichtet und 1878 konnte man sich mit der Staatsregierung über den Bau eines ersten Abschnittes der heutigen Hauptstraße nach Moe einigen. Ab Ende 1879 hatte Walhalla eine tägliche Kutschenverbindung zur Eisenbahnlinie in Moe im Süden und in Traralgon im Osten, sodass die Verbindungen zur Außenwelt wesentlich verbessert wurden.

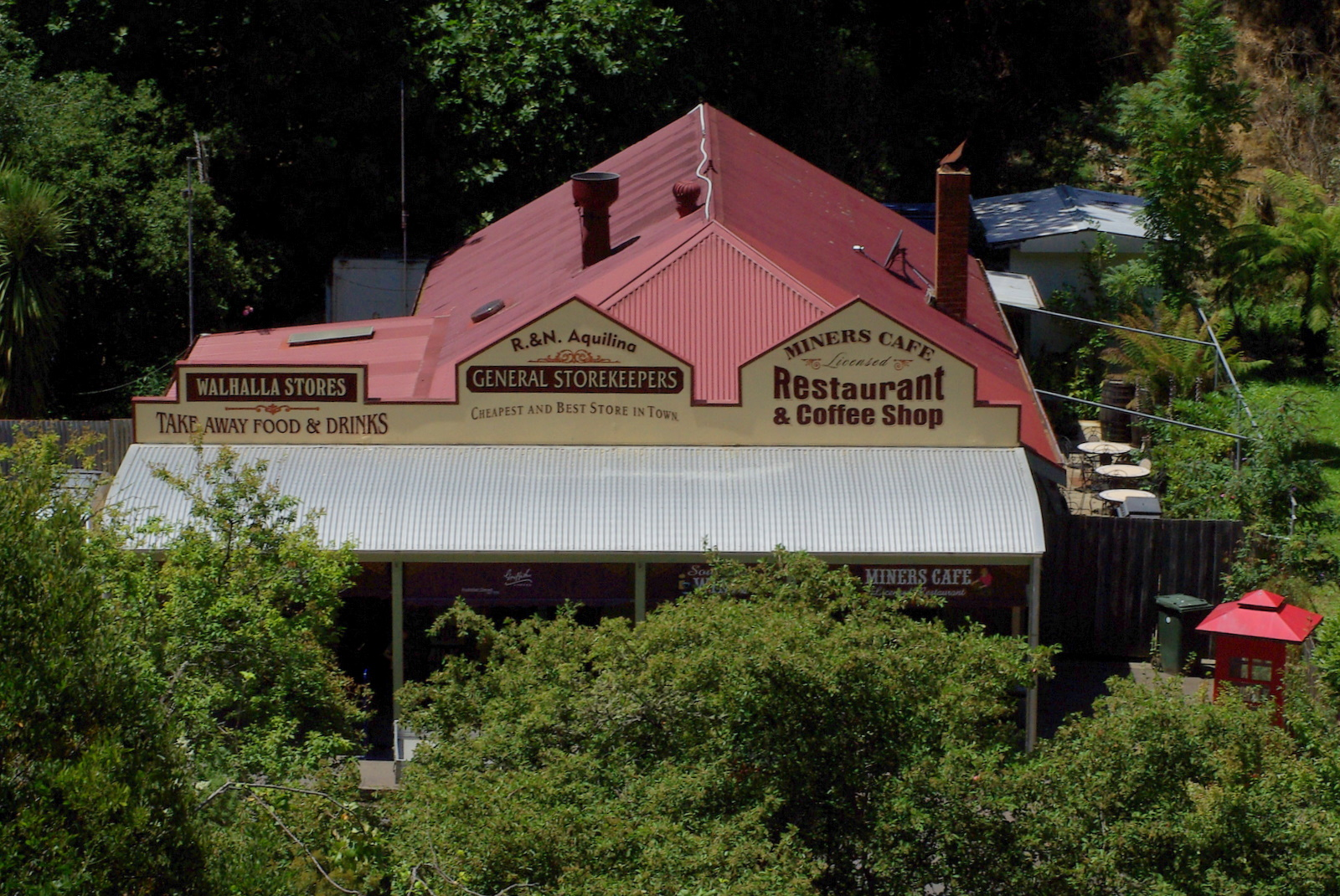
Ein Gemischtwarenladen und ein modernes Café

Die Long Tunnel Company führte 1884 die Elektrizität und 1891 das Telefon im Bergbau ein. Walhalla war 1884 die erste Stadt der Welt, die zwei elektrische Straßenlaternen hatte, aber diese Installation wurde nie weiter ausgebaut. Die Gemeinde aber wuchs; Häuser und Gärten entstanden entlang der Talhänge; schließlich hatte die Stadt mehr als 2000 Einwohner und in den umliegenden Vororten Maiden Town, Mormon Town und Happy-Go-Lucky lebten weitere. Es gab Cricket- und Footballclubs, ein Cricketfeld wurde auf einem Hügel angelegt, dessen Spitze eingeebnet worden war, da sonst kein flaches Stück Land verfügbar war.

### Poverty Point
Die italienischen Siedler spielten eine große Rolle in der Entwicklung von Walhalla und arbeiteten z. B. als Minenleiter, Waldarbeiter, Bauern, Bergleute, Minenarbeiter, Kaufleute und Maurer. Die ersten italienischen Siedler kamen 1873 und Pietro Bombardieri eröffnete einen Holzbahnhof am Fuße des Little Joe Hill. Die Italiener erwiesen sich bald als hart arbeitende und fleißige Landsleute, besonders durch ihre Fähigkeiten in der Landwirtschaft, und ab 1882 waren sie auch im Geschäftsleben der Stadt vertreten, als Anthony Simonin das Alpine Hotel eröffnete. Ihre beiden Siedlungen, eine entlang der Long-Tunnel-Holzbahn nach Norden, die andere am Südende der Stadt, prosperierten um 1910.
Die Waldarbeiter lebten in Holzhütten in der Nähe ihrer Arbeitsplätze und es scheint, dass sie selten in die Stadt kamen. Um die Jahrhundertwende besiedelten diese Familien Land an einem weit von der Stadt entfernten Ort entlang dem Thomson River im Nordwesten, das dann ‚’Poverty Point’’ (dt. Ort der Armut) genannt wurde.

### Ende des Bergbaus und Zeit als Geisterstadt (1910–1980)

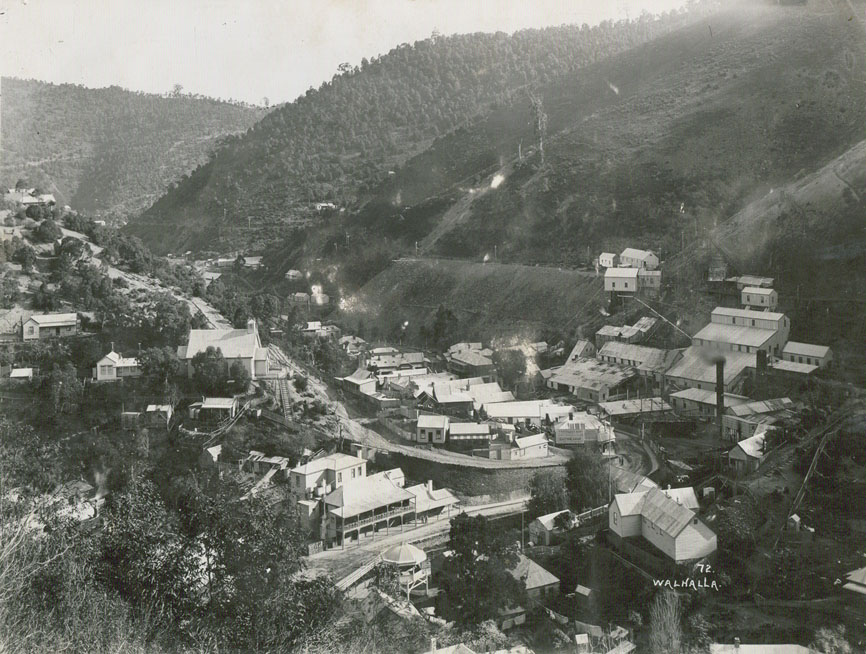
Walhalla um 1910

Nach vielen Jahren Lobbyarbeit erklärte sich die Regierung von Victoria schließlich bereit, eine Schmalspureisenbahnstrecke nach Walhalla zu bauen. Die Strecke, die letzte von vier Schmalspurbahnen mit 762 mm Spurweite der Victorian Railways, wurde 1910 fertiggestellt. Kleine 1'C1'-Tenderlokomotiven wurden zwischen den vier Linien umgesetzt. Die sechs heute noch existierenden Loks gehören der Puffing Billy Railway in den Dandenongs – fünf davon wurden restauriert und sind heute noch im Einsatz. Die Walhalla-Linie zweigte von der Gippslandlinie in Moe ab, führte durch Bauernland zur Kleinstadt Erica, dann weiter durchs Gebirge und über eine Stahl- und Betonbrücke über den Thomson River, dann kurvig über eine aus dem Fels gesprengte Strecke das steile Tal des Stringer’s Creek hinauf, auf Bruchsteinfundamenten und über sechs Holzfachwerkbrücken auf den letzten paar hundert Metern in die Stadt.
Man hoffte, dass die Eisenbahn der Stadt neues Leben einhauchen würde, aber der Goldbergbau war bereits größtenteils unrentabel geworden und letzten größeren Minen schlossen 1914. Da somit die wichtigste Industrie aus der Stadt verschwunden war, verließen auch bald die meisten Menschen Walhalla. 1918 wurde das Shire of Walhalla mit dem angrenzenden Shire of Narracan verschmolzen.
Eine der wichtigsten Aufgaben der Eisenbahn wurde der Abtransport alter Gebäude aus der Stadt; der ursprüngliche Bahnhof wurde 1938 nach Hartwell, einen Vorort von Melbourne, umgesetzt. 1944 wurde der Streckenabschnitt von Platina nach Walhalla aufgelassen. Die kleine Gemeinde Cooper’s Creek, wo Kupfererz und Kalkstein abgebaut wurde nutzte Platina noch bis 1952 als Bahnstation, dann wurde auch der Streckenabschnitt von Erica nach Platina aufgelassen. Bis 1954 wurden zwischen Erica und Moe noch Holz und landwirtschaftliche Produkte transportiert, aber nach weiterem Rückgang der Transporte dieser Streckenabschnitt ebenfalls aufgelassen. 1958 wurde die gesamte Eisenbahnlinie abgebaut.
Bis zum Wachsen des Tourismus in den 1970er und 1980er Jahren wurde Walhalla für den größten Teil des 20. Jahrhunderts zur Geisterstadt. Etliche große öffentliche Gebäude, wie des Mechanics’ Institute und das Star Hotel, wurden bei Bränden 1944 und 1951 zerstört und eine ganze Anzahl von Gebäuden wurden abgerissen und nicht wieder aufgebaut. Die Schule schloss 1965 ihre Tore und weitere Brände, Überschwemmungen und Vernachlässigung ließen die Stadt langsam verfallen.

### Walhalla heute

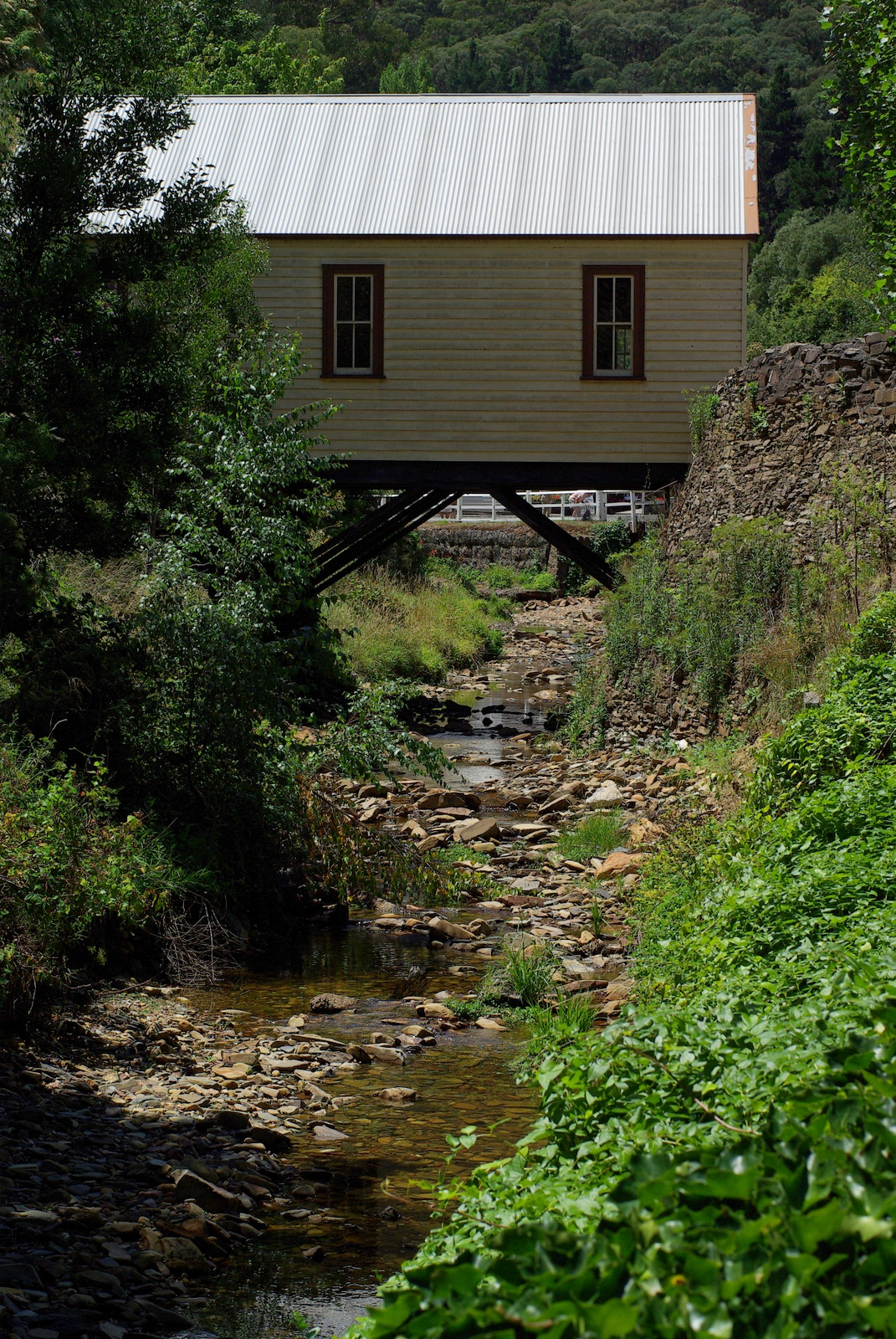
Nachbau des alten Feuerwehrhauses, 1965 über dem Stringer’s Creek errichtet

Seit 1980 hat Walhalla eine Art Renaissance im boomenden Tourismus mit der Restaurierung und dem Wiederaufbau etlicher historischer Gebäude, z. B. dem Star Hotel, dem Mechanics’ Institute und der Schmalspurbahn zwischen Walhalla und dem Thomson River, erlebt.
Nach der Zusammenlegung der Local Government Areas 1994 werden die Gebiete von Walhalla und Erica / Rawson vom Baw Baw Shire im 80 km westlich gelegenen Warragul verwaltet. Trotz der Nähe und der starken historischen Verbindungen zum Latrobe Valley hat die nationalliberale Regierung Kennett damals Walhalla in die LGA Baw Baw integriert.
1991 tat sich eine Gruppe Interessierter zusammen, um die Rekonstruktion der Bahnstrecke nach Walhalla als Touristenattraktion zu prüfen, was man vorher schon mindestens einmal erfolglos versucht hatte. Die Arbeiten an der neugegründeten Walhalla Goldfields Railway begannen 1993 am früheren Bahnhof Thomson in der Nähe des Thomson River, unmittelbar vor der Brücke. Nach dem Wiederaufbau der Brücke über den Fluss brachten Züge die Touristen das Tal des Stringer’s Creek hinauf bis zu einem provisorisch errichteten Bahnhof am Happy Creek. Die Holzbrücken über den Stringer’s Creek kurz vor Walhalla mussten erst noch wiederaufgebaut werden.
Von 1996 bis 2002 fuhren die Touristenzüge auf dieser Strecke, dann eröffnete man den Abschnitt wieder bis zum alten Bahnhof in Walhalla. Das heutige Bahnhofsgebäude ist eine exakte Kopie des alten Originals, aber der Hof ist ganz anders gestaltet, weil ein Teil des früheren Bahnhofsgeländes schon vorher mit einer Umleitung der Hauptstraße nach Walhalla belegt wurde.
Im Dezember 1998 wurde Walhalla als letzte Festlandsgemeinde in Australien wieder an das Stromnetz angeschlossen. Allerdings haben einige Gemeinden in Victoria bis heute noch keinen Stromanschluss, z. B. Licola in der Nähe.
Es gab einige ernst zu nehmende Versuche, den Goldbergbau im Gebiet von Walhalla wieder aufzunehmen; Walhalla Resources und GoldStar Resources haben in den 1980er Jahren bzw. ab 2002, wesentliche Summen investiert. Beide Gesellschaften hofften, sie könnten mit modernen Bergbaumethoden an goldhaltiges Gestein kommen, dessen Abbau sich in der Zeit des Goldrausches nicht rentiert hatte. 2008 war GoldStar Resources mit der Erlangung einer Abbaulizenz schon weit fortgeschritten, aber 2009 musste sie wegen Unterkapitalisierung auf Grund der Weltfinanzkrise Konkurs anmelden. Die Gesellschaft erstand dann wieder als Orion Gold NL mit neuem Management und hat nun einen weniger aggressiven Kurs beim Versuch des Wiederbeginns des Goldabbaus in und um Walhalla eingeschlagen. Im Jahr 2020 erwarb Fosterville South Exploration die Abbaurechte im Gebiet von Walhalla.
Walhalla wurde in den Jahren 2005, 2006 und 2009 von weiteren großen Bränden heimgesucht, aber die Stadt hat keinen nennenswerten Schaden davongetragen.

## Sehenswürdigkeiten
Neben historischen Gebäuden besitzt die Stadt auch viele Minen und Stollen und das gebirgige Gelände ist bei Wanderern und Bergsteigern beliebt. Walhalla ist Startpunkt des 650 km langen Australian Alps Walking Track, der bis in die Nähe von Canberra führt. Walhalla bietet auch viele Zeltplätze, aber das Zelten ist erst 50 m entfernt von Stringer’s Creek erlaubt, da dessen Wasser als Trinkwasser ungeeignet ist.
Der neue Bahnhof entspricht dem alten von außen genau und wurde nach alten Plänen der Victorian Railways erstellt, aber das Innere ist anders als früher gestaltet. Er liegt auch auf der anderen Seite des Bahnhofsgeländes, weil die Straße nach Walhalla nach Schließung der Eisenbahnstrecke verbreitert wurde.
Das Feuerwehrhaus von Walhalla wurde über dem Stringer’s Creek erbaut und dient heute als Museum. Anfang der 1960er Jahre wurde das Gebäude nach vielen Jahren des Verfalls komplett neu erstellt.
Die Band-Rotunde entstand 1896 am Zusammenfluss des linken und des rechten Quellflusses des Stringer’s Creek auf Betreiben der Mountaineer Brass Band, die einen Architektenwettbewerb hierfür veranstaltete. Zwei Hotels lagen direkt gegenüber, das Star Hotel auf der Nordseite der Bachmündung und das Grand Junction Hotel auf der Südseite. Das alte Star Hotel wurde 1952 bei einem Buschfeuer zerstört, aber 1999 unter Rekonstruktion der alten Fassade wiederaufgebaut.
Das Windsor House wurde 1878–1888 von dem Deutschen Johannes Gloz aus etwa 90.000 handgemachten Ziegeln aufgebaut und ist das einzige Ziegelhaus in der Stadt. Gloz betrieb einen Weinberg am Hang über dem Haus und kelterte 1880 etwa 900 Flaschen Riesling. Das Gebäude dient heute als Bed & Breakfast.
Auf einem Hügel direkt nordöstlich des Zusammenflusses der beiden Arme des Stringer’s Creek liegt der Cricketplatz von Walhalla. Er ist vom Talgrund zu Fuß in etwa 45 Minuten erreichbar.

## Long Tunnel Extended Mine

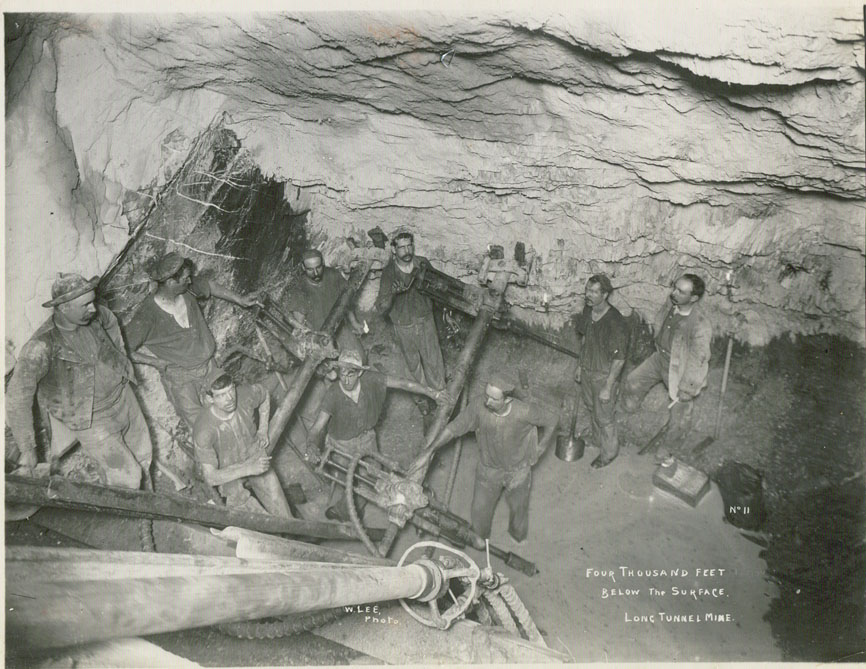
Long Tunnel Mine (ca. 1910)

Die Long Tunnel Extended Mine (LTEM) war eine der reichsten Goldminen Walhallas. Sie liegt in der ertragreichsten Goldader Cohen’s Reef. Die Arbeiten an der LTEM wurden 1863 von der Hercules Gold Co. begonnen. Nach acht Jahren war die Gesellschaft bankrott, weil sie kein Gold gefunden hatte. 1871 wurde die Mine von der Long Tunnel Extended Company übernommen. Sie gruben in der anderen Richtung und fanden einen lohnenderen Teil der Ader. Diese Mine wurde bald zur zweitertragreichsten im ganzen Gebiet (nach der Long Tunnel Mine) und lieferte insgesamt 13.695 kg Gold, bis sie 1911 geschlossen wurde. In ganz Victoria war die Long Tunnel Extended Mine die fünftgrößte Goldmine der Kolonialzeit.
Heute wird sie von der Walhalla Board of Management, Inc. im Namen des Volkes von Victoria als Touristenattraktion betrieben. Touren werden täglich angeboten. Die Schächte und Gänge der Mine sind 8,5 km lang und führen von der Maschinenkammer, die selbst 150 m unter der Erdoberfläche liegt, noch 923 m in die Tiefe. Während der Tour werden die Besucher 300 m in die unterirdische Maschinenkammer geführt, die vor über einem Jahrhundert aus dem soliden Fels gehauen wurde. Alte Bergbaumethoden werden erläutert und man kann einen großen Teil des berühmten Cohen’s Reef sehen.

## Bekannte Einwohner
William 'Barlow' Carkeek, australischer Cricketspieler, wurde am 17. Oktober 1878 in Walhalla geboren.